# Podocerus lobatus
Podocerus lobatus is een vlokreeftensoort uit de familie van de Podoceridae. De wetenschappelijke naam van de soort is voor het eerst geldig gepubliceerd in 1885 door Haswell.